# Марчелло Гвардуччі
Марчелло Гвардуччі (італ. Marcello Guarducci, 11 липня 1956) — італійський плавець.
Учасник Олімпійських Ігор 1972, 1976, 1984 років.
Призер Чемпіонату Європи з водних видів спорту 1977, 1983 років.
Переможець літньої Універсіади 1979 року.